# Pelodiscus sinensis
La tartaruga guscio molle cinese (Pelodiscus sinensis Wiegmann, 1835) è una specie di tartaruga della famiglia dei Trionichidi.

## Descrizione
È una tartaruga di medio-piccole dimensioni, con il carapace che può raggiungere i 250 mm di lunghezza (nei maschi solo 180 mm). Questo è di forma ovale e presenta una cresta marginale. La colorazione è generalmente verde-oliva-marrone. Il piastrone è rosso-arancio, con macchie scure.

## Distribuzione e habitat
L'areale si estende per tutta la Cina orientale (province di Anhui, Fujian, Gansu, Guangdong, Guangxi, Guizhou, Hainan, Hebei, Henan, Hong Kong, Hubei, Hunan, Jiangsu, Jiangxi, Shaanxi, Shandong, Shanxi, Sichuan, Yunnan e Zhejiang), il Giappone (Honshū, Kyoshu, Shikoku), Taiwan e il Vietnam settentrionale. Nel corso degli anni è stata introdotta in Indonesia (Kalimantan, Sumatra, Timor), nell'isola di Guam, in alcune località del Giappone (Isole Bonin, Arcipelago Ryukyu), in Malaysia, nelle Isole Marianne settentrionali, nelle Filippine (Bohol, Cebu, Latvia, Leyte, Luzon, Mindanao, Mindoro, Panay), a Singapore, in Corea del Sud, Spagna, Thailandia, Timor-Leste e nelle Hawaii (Kauai, Oahu). Popola ecosistemi dulciacquicoli di ogni tipo, dalle pozze temporanee ai laghi, dai fiumi ai canali. Predilige fondali ricchi di vegetazione, fangosi o sabbiosi. Nel luglio del 2018 ne è stato catturato un esemplare allo stato selvatico nel lago di Garda.

## Biologia
La tartaruga guscio molle cinese è in grado di rimanere immersa in acque basse, respirando tenendo fuor d'acqua il lungo muso e le narici tubolari. Per riposare giace immobile sul fondo, seppellita nella sabbia o nel fango, dal quale spunta solamente la testa, tenuta fuori per respirare o catturare le prede.
Va a caccia di notte e si ciba di crostacei, molluschi, insetti, pesci e anfibi.
Si riproduce due volte all'anno, deponendo da 17 a 28 uova per covata. Inoltre può, in caso di necessità, praticare cannibalismo di piccoli di altri esemplari.

## Conservazione
Il trend delle popolazioni è considerato in declino generale a causa dell'enorme prelievo al quale è sottoposta. Si tratta, infatti, del chelone più commerciato al mondo (oltre 200 milioni di esemplari l'anno), principalmente a scopo alimentare, dato che con le sue carni si prepara il «brodo di tartaruga». È inoltre molto diffusa tra i terraristi. L'importanza economica di questa specie ha fatto sì che P. sinensis sia stata introdotta, volontariamente o accidentalmente, in molti paesi al di fuori dell'areale originario.